# Flers-en-Escrebieux
Flers-en-Escrebieux – miejscowość i gmina we Francji, w regionie Hauts-de-France, w departamencie Nord.
Według danych na rok 1990 gminę zamieszkiwały 5344 osoby, a gęstość zaludnienia wynosiła 752 osób/km² (wśród 1549 gmin regionu Nord-Pas-de-Calais Flers-en-Escrebieux plasuje się na 166. miejscu pod względem liczby ludności, natomiast pod względem powierzchni na miejscu 511.).